# Ontdekkingsreizen in de oudheid
Ontdekkingsreizen in de oudheid werden al ondernomen door de Soemeriers voor het jaar 3000 v.Chr. die handelscontacten onderhielden met de Indusbeschaving. Latere handelaars als de Minoers ondernamen in de periode 3000-1500 v.Chr. eveneens reizen naar verre streken zoals de legendarische tineilanden die in Noordwest-Europa lagen (vermoedelijk was dit Cornwall waar prehistorische tinmijnen zijn gevonden). Ook de Egyptenaren lieten zich niet onbetuigd en stuurden schepen uit om de zeeën te verkennen. Zij waren vermoedelijk zelfs de eerste ontdekkingsreizigers (ca. 2750 v.Chr.) die de Rode zee, het Arabisch Schiereiland en Poent verkenden. Deze, tot nu toe onbekende, reizigers werden opgevolgd door Herkhuf (ca. 2300 v.Chr.) die de Nijlcataract en Jam (Zuid-Nubië) verkende.

## Feniciërs
De bekendste reizigers waren wellicht de Feniciërs, die tussen 1500-500 v.Chr. uitgebreide reizen ondernamen, waarvan zelfs sporen gevonden zijn op de Azoren, Madeira en de Canarische Eilanden. Volgens sommige onderzoekers zouden de Feniciërs zelfs Amerika bezocht hebben maar de voorwerpen en inscripties die in Amerika gevonden zijn en als bewijs aangevoerd worden zijn omstreden onder archeologen.
Eén van de beroemdste Fenicische ontdekkingsreizers was Hanno. Deze Carthager voer omstreeks 480 v.Chr. langs de Afrikaanse Westkust tot aan de Golf van Guinee, terwijl zijn stadsgenoot Himilco op zoek ging naar de tineilanden van Brittannië.
Herodotus verhaalde van een reis van Feniciërs rond Afrika circa 600 v.Chr.. Ze zouden in opdracht van farao Necho II vanuit de Rode Zee een alternatief hebben gezocht om in de Middellandse Zee te komen. Deze indrukwekkende reis zou drie jaar hebben geduurd. Herodotus hechtte zelf geen geloof aan het verhaal: "En zij verhaalden, wat ik niet gelooven kan, doch een ander dan misschien, dat zij bij het omvaren van Libye de zon aan de rechterhand gehad hadden." wat het tegenwoordig echter aannemelijker maakt, aangezien het bewijst dat ze ten zuiden van de evenaar zijn geweest. Het zou ruim tweeduizend jaar duren voordat dit herhaald werd.

## Grieken
Rond 515 v.Chr. werd Scylax van Caryanda, een Griek uit Carië, door de Perzische grootkoning Darius I uitgezonden om de loop van de rivier de Indus te volgen. De Griek Pytheas van Massalia zou rond 330 v.Chr. de rond West-Europa naar Thule varen. Waarschijnlijk bezocht hij IJsland en Scandinavië. Toen Alexander de Grote het Perzische rijk veroverde van Egypte tot in India (325-280 v.Chr.), stuurde hij zijn vlootcommandant Nearchus eropuit om de Perzische Golf te verkennen. Tussen 302 en 291 v.Chr. zond Seleucus I Nicator de geograaf Megasthenes als diplomaat naar het hof van Chandragupta Maurya, waarover deze verslag deed in zijn Indica. Na hem zou Eudoxos van Cyzicus (ca. 130 v.Chr.) voor farao Ptolemaeus VIII van Egypte de weg rond het Arabische schiereiland naar India herontdekken. Hij zou ook een deel van Afrika omvaren. Ook in de Romeinse tijd werden er ontdekkingstochten gemaakt, meestal door Griekse handelaars. Bekend is dat er een Romeinse delegatie het keizerlijk hof van China bezocht waarna er geregeld contact plaatsvond tussen de twee wereldrijken. Tevens werd zo de zijderoute gesticht. Ook geregelde zeeroutes van de rode zee naar India kwamen in gebruik.

## Verder lezen
- M. Cary – E.H. Warmington, Die Entdeckungen der Antike. 3000 v.Chr. bis 200 n.Chr. (Kindlers Kulturgeschichte, Band 11), Zürich, 1966.
- F. Barker – A. Barker, Ontdekkingsreizen in de oudheid (Lecturama encyclopedie: Met beroemde ontdekkingsreizigers op avontuur), Rotterdam, 1981.